# Suginami
Suginami (japanisch 杉並区, -ku) ist einer der 23 Stadtbezirke Tokios, der Hauptstadt Japans.

## Geographie
Mit einer Fläche von 34,02 km² liegt Suginami an achter Stelle der 23 Tokioter Stadtbezirke.
Durch Suginami fließen die Flüsse Kanda, Zenpukuji und Myōseiji.
Suginami grenzt im Osten an die Stadtbezirke Shibuya und Nakano, im Norden an den Stadtbezirk Nerima, im Westen an die Städte Mitaka und Musashino, und im Süden an den Stadtbezirk Setagaya.
Suginami setzt sich aus folgenden 24 Stadtvierteln zusammen: Amanuma, Asagaya, Eifuku, Hamadayama, Hōnan, Horinouchi, Igusa, Imagawa, Izumi, Kamiigusa, Kōenji, Ogikubo, Kugayama, Matsui, Matsunoki, Miyamae, Momoi, Narita, Nishiogikubo, Shimizu, Shimoigusa, Takaido, Wada und Zenpukuji.

## Geschichte
Man sagt, in der Edo-Zeit pflanzte der Feudalherr Okabe entlang der Fernstraße Ōme Kaidō japanische Sicheltannen (sugi) an. Die Bäume waren die Grenze des Herrschaftsgebiets. Die Sicheltannen-Allee (suginami) bestand schon zur Meiji-Zeit nicht mehr, aber der Name des Dorfs Suginami hat sich erhalten. Suginami hat sich zu einer Stadt entwickelt und wurde 1932 in die Stadt Tokio als Stadtbezirk eingemeindet.

## Politik
- KPJ: 6
- Reiwa o tagayasu („Reiwa pflügen“; mit ReiShin): 2
- Seikatsusha Network: 2
- KDP: 6
- Vereinigung Unabhängige – ToFi: 4
- Ishin: 2
- Ein-Mitglied-Fraktionen (darunter Sanseitō, Grüne) und Fraktionslose: 10
- Kōmeitō: 6
- LDP – Unabhängige: 10

Zur Bürgermeisterin von Suginami wurde im Juni 2022 Satoko Kishimoto gewählt. Sie setzte sich mit Mitte-links-Unterstützung (KDP, KPJ, Reiwa Shinsengumi, SDP) und weniger als 200 Stimmen Vorsprung gegen den seit 2010 amtierenden Ryō Tanaka und einen weiteren Kandidaten durch. Die Wahlbeteiligung stieg auf 37,5 %.
Das Kommunalparlament wird bei einheitlichen Regionalwahlen (zuletzt 2023) gewählt und hat regulär 48 Mitglieder.
Ins Parlament der Präfektur Tokio wählt der Bezirk sechs Abgeordnete, bei der letzten regulären Wahl 2021 zwei von der LDP und je ein Mitglied von Tomin First no Kai, Kōmeitō, KPJ und KDP.
Für das Unterhaus des nationalen Parlaments bildet der Großteil von Suginami den Wahlkreis Tokio 8, den bei der Wahl 2024 Harumi Yoshida (KDP) verteidigte. Mehrere Stadtteile im Südosten des Bezirks gehören seit 2024 zum neuen Wahlkreis 27 mit dem Bezirk Nakano, den Akira Nagatsuma (KDP; vorher Wahlkreis 7) gewann.

## Sehenswürdigkeiten
Sehenswert sind u. a. der Ōmiya-Hachiman-Schrein, das Suginami Animation Museum und der Wadabori-Park, der Zenpukuji-Park und die Grünanlage am Zenpukuji-Fluss.

## Verkehr

### Straße
In Suginami gibt es 13 große Straßen: die Kōshū Kaidō (Nationalstraße 20), die Ōme-Kaidō, die Itsukaichi-Kaidō, die Shinōme-Kaidō, die Hitomi-Kaidō sowie die Kannana-, Hōnan-, Inokashira-, Chūsugi-, Kyūwaseda- und die Sengawa-Straße.

### Bahn
Suginami ist durch folgende Bahnhöfe und Linien angeschlossen:
- JR Chūō-Hauptlinie, von Kōenji, Asagaya, Ogikubo oder Nishi-Ogikubo nach Tokio oder Nagoya
- Keiō-Linie, von Hachimanyama oder Hamadayama nach Shinjuku oder Hachiōji
- Keiō Inokashira-Linie, von Eifukuchō, Nishi-Eifuku, Hamadayama, Takaido, Fujimigaoka oder Kugayama nach Shibuya oder Musashino
- Seibu Shinjuku-Linie, von Shimo-Igusa, Iogi oder Kami-Igusa nach Shinjuku oder Kawagoe
- Tōkyō Metro Marunouchi-Linie, von Ogikubo, Minami-Asagaya, Shin-Kōenji oder Higashi-Kōenji nach Ikebukuro
  - Hōnanchō-Zweiglinie: von Hōnanchō nach Nakano

## Bildungseinrichtungen
Suginami besteht überwiegend aus Wohngebieten, es ist nur wenig Industrie ansässig. Deshalb gibt es hier 44 öffentliche und drei private Grundschulen, außerdem 23 öffentliche und neun private Mittelschulen, neun öffentliche und zwölf private Oberschulen sowie sechs private Universitäten.
Neben einer zentralen gibt es noch 10 lokale Büchereien.

## Söhne und Töchter der Stadt
- Yūji Tsushima (1930–2023), Politiker
- Tanikawa Shuntarō (1931–2024), Schriftsteller, Übersetzer und Lyriker
- Akira Miyoshi (1933–2013), Komponist
- Mari Akasaka (* 1964), Schriftstellerin
- Naoya Ogawa (* 1968), Wrestler, MMA-Kämpfer und Judoka
- Masato Kudō (1990–2022), Fußballspieler
- Yūki Nogami (* 1991), Fußballspieler
- Yuta Watanabe (* 1997), Badmintonspieler
- Tatsuji Nojima (* 1998), Filmtechniker

## Angrenzende Städte und Gemeinden
- Tokio: Stadtbezirke Nakano, Setagaya, Shibuya
- Mitaka
- Musashino